# Agaricus placomyces
Agaricus placomyces (Charles Horton Peck, 1878) din încrengătura Basidiomycota, în familia Agaricaceae și de genul Agaricus este o  specie saprofită de ciuperci otrăvitoare. O denumire populară nu este cunoscută. Buretele trăiește în România, Basarabia și Bucovina de Nord de la câmpie până la munte, izolat sau în grupuri mai mari sau mai mici, în păduri ierboase de foioase și în celemixte precum la marginea lor, dar, de asemenea, prin pajiști, parcuri și grădini sub tufișuri. Timpul apariției este din (iunie) iulie până în octombrie.

## Taxonomie

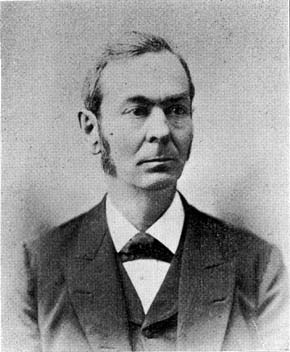
Charles Horton Peck

Numele binomial a fost determinat de micologul american Charles Horton Peck drept Agaricus placomyces în volumul 29 al jurnalului științific Annual Report on the New York State Museum of Natural History din 1878.
În 1899, compatriotul lui Peck, Curtis Gates Lloyd (1859-1926), a creat taxonul Psalliota placomyces în alăturare la numele generic Psalliota, propus de micologul german Paul Kummer, în opera sa principală Der Führer in die Pilzkunde: Anleitung zum methodischen, leichten und sicheren Bestimmen der in Deutschland vorkommenden Pilze mit Ausnahme der Schimmel- und allzu winzigen Schleim- und Kern-Pilzchen din 1871,, pe baza descrierii al renumitului Elias Magnus Fries din 1821, anume Agaricus tr. Psalliota.
Descrierea și motivarea lui Lloyd se pot urmării în publicația jurnalului Mycological Writings. Această denumire a fost foarte favorizată, chiar și folosit ca nume curent, în special în a doua jumătate a secolului al XX-lea și se mai găsește pentru toate speciile genului în multe cărți micologice din această eră. Dar s-a hotărât revenirea la numele generic Agaricus a lui Carl von Linné, fiind mai vechi, și, în urmă, este cel valabil și pentru acest soi în prezent (2020).
Termenul Psalliota placomyces, ca și toate celelalte încercării de redenumire, sunt acceptate sinonim, dar nu (mai) sunt folosite.
Numele generic este derivat din cuvântul latin (latină ager= câmp, ogor, sol), iar epitetul din cuvintele grecești (greacă veche πλάκα=placă) și (greacă veche μύχης=ciupercă, burete), datorită aspectului pălăriei.

## Descriere

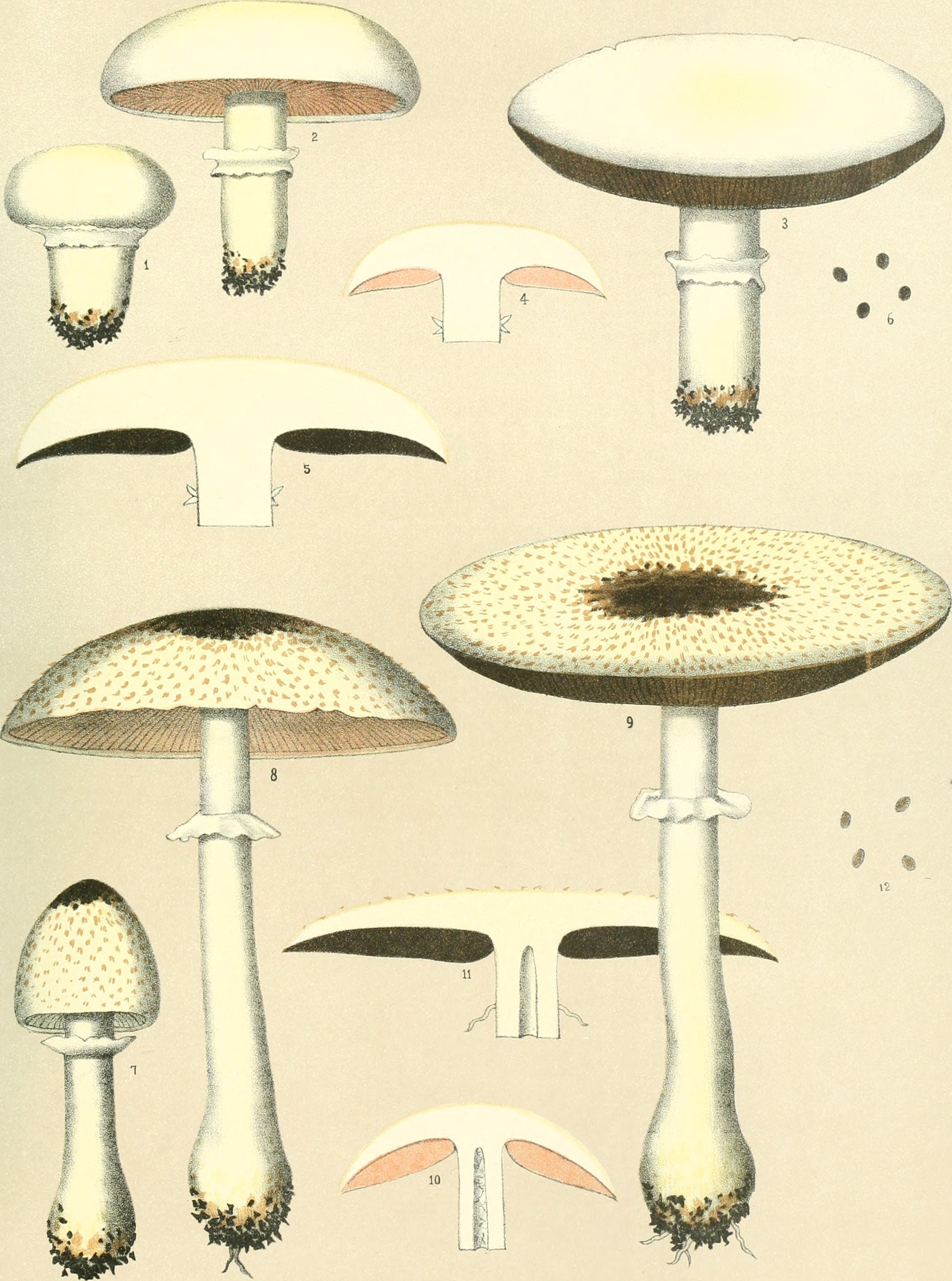
A. campestris și A. placomyces

- Pălăria: are un diametru de 5-11 (13) cm, este amenajată central peste picior și destul de cărnoasă, cu marginea uneori slab franjurată atât timp ce ciuperca este mai tânără, inițial emisferică, apoi convexă, aplatizând la bătrânețe, fiind presărată cu solzi mici (rămășițe ale vălului parțial) în centru mai mulți. Coloritul bazei cuticulei este albă până deschis galbenă, iar solzii, care dispar adesea în vârstă, pot fi gri-ocru, bruni până brun-negricioși, amintind de penajul unei bibilici.
- Lamelele: sunt lungi, aglomerate, subțiri și libere, cu muchii dințate și adesea punctate, inițial albicioase, schimbând coloritul apoi peste roz palid în roz puternic și la bătrânețe în brun închis până negricios.
- Piciorul: ușor de separat de pălărie are o înălțime de 5-10cm și o lățime de 1,3-2cm, este cilindric cu baza îngroșată, în tinerețe plin, mai târziu gol pe dinăuntru. Suprafața netedă este inițial albicioasă spre jos și la bătrânețe cu nuanțe maronii, îngălbenind (și apoi brunând) la apăsare. La bază este colorat în interior viu galben. Prezintă un inel gros cu două straturi sia bordură, alb, pe dedesubt ocru și solzos, care se răsfrânge în jos peste tulpină.
- Carnea: este destul de compactă și groasă, la bătrânețe moale, fiind albă precum galbenă ca sulful spre baza piciorului, îngălbenind după tăiere și brunând după câtva timp. Buretele foarte tânăr încă fără miros specific, dezvoltă repede unul de cerneală, fenol sau paie în putrefacție, gustul fiind blând, dar tot astfel de dezgustător.
- Caracteristici microscopice: are spori netezi și ovoidali până slab elipsoidali cu o dimensiune cuprinsă între 4-6 x 3,5-4,5 microni. Coloritul pulberii este brun-purpuriu închis. Basidiile alungite cu câte 4 sterigme fiecare se lățesc în sus.[3][4]
- Reacții chimice: arată o reacție negativă la "Testul Schaeffer", mai departe, ciuperca se decolorează cu hidroxid de potasiu galben.[13] "Testul Schaeffer" a fost dezvoltat de micologul german Julius Schäffer (1882-1944) pentru a ajuta la identificarea speciilor Agaricus, folosind reacția  anilinei și acidului azotic pe suprafața bureților.[14]

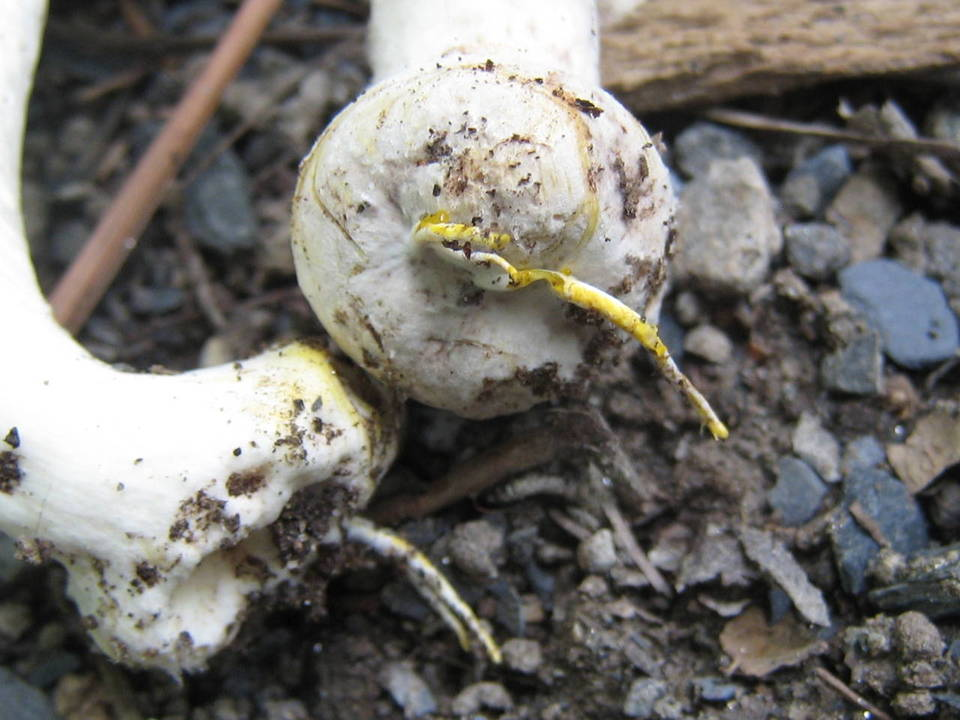
A. placomyces mai tineri, baza piciorului
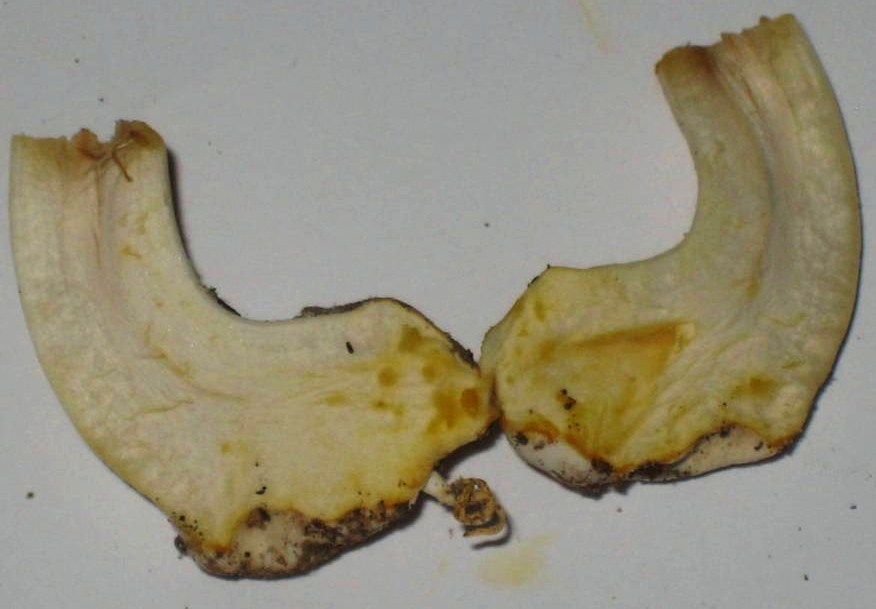
A. placomyces, secțiune longitudinală a piciorului
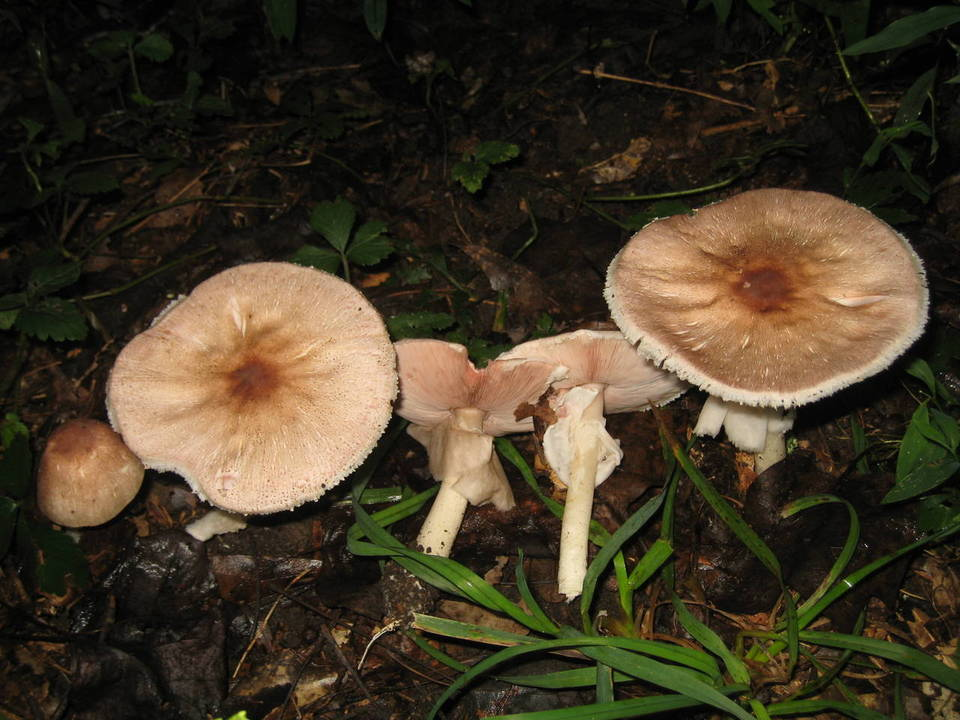
A. placomyces maturi, pălărie, lamele și picior

## Confuzii
Buretele poate fi confundat între altele cu Agaricus abruptibulbus, Agaricus albolutescens, Agaricus arvensis, Agaricus bresadolanus (otrăvitor), Agaricus campestris, mai micul Agaricus comtulus, Agaricus langei sin. Agaricus mediofuscus, Agaricus silvaticus, sau Leucoagaricus leucothites sin. Lepiota naucina, dar și cu specii necomestibile ca Agaricus bernardii (trăiește preferat prin dune și pajiști cu sol sărat, uneori și în păduri nisipoase, gust blând, dar miros dezgustător de peste în putrefacție sau fenol) sau otrăvitoare, ca de exemplu Agaricus pseudopratensis (carnea pălăriei se îngălbenește tare la leziune), Agaricus xanthodermus, Lepiota cristata și Lepiota felina.

## Specii asemănătoare în imagini

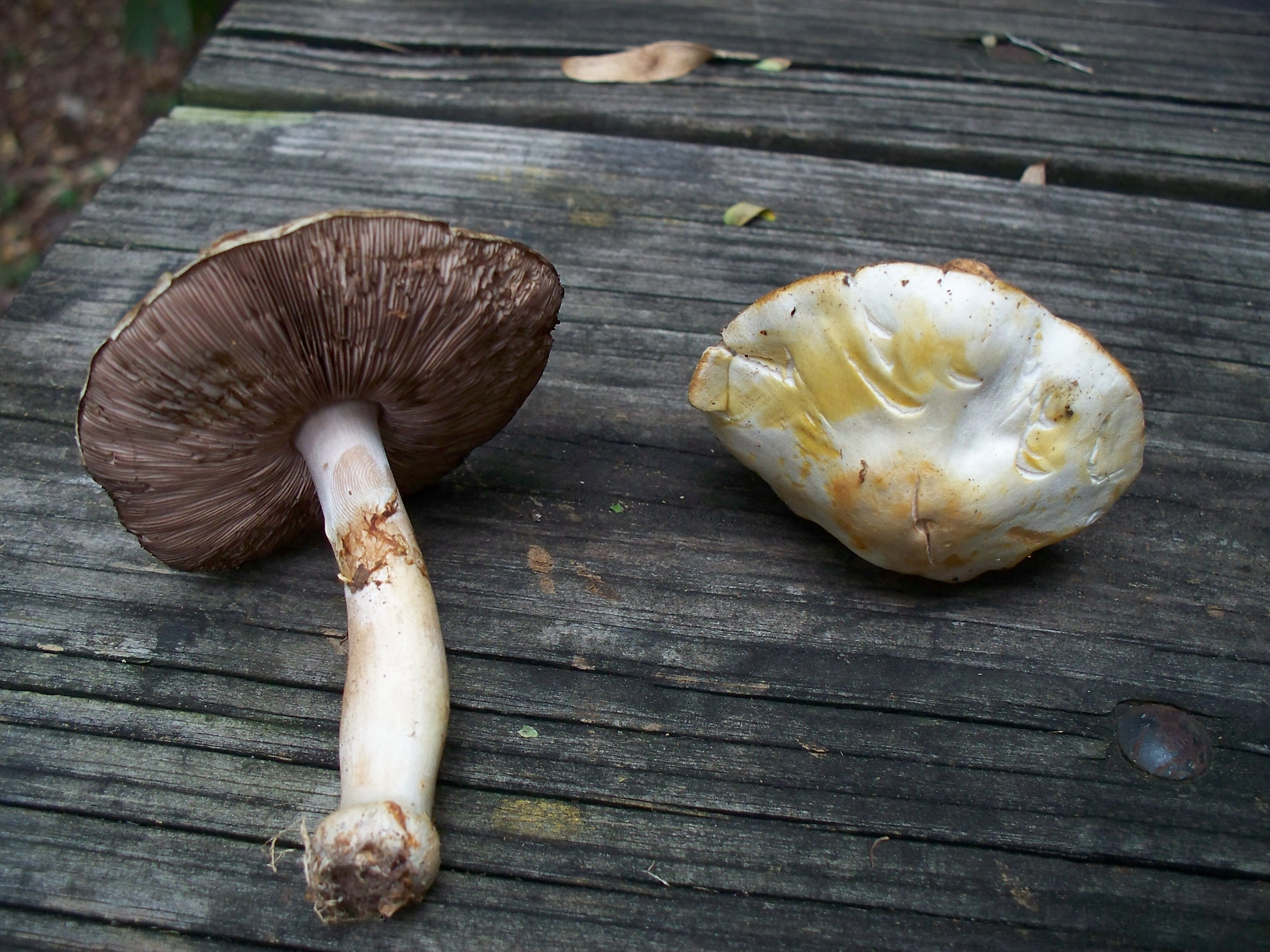
Agaricus abruptibulus
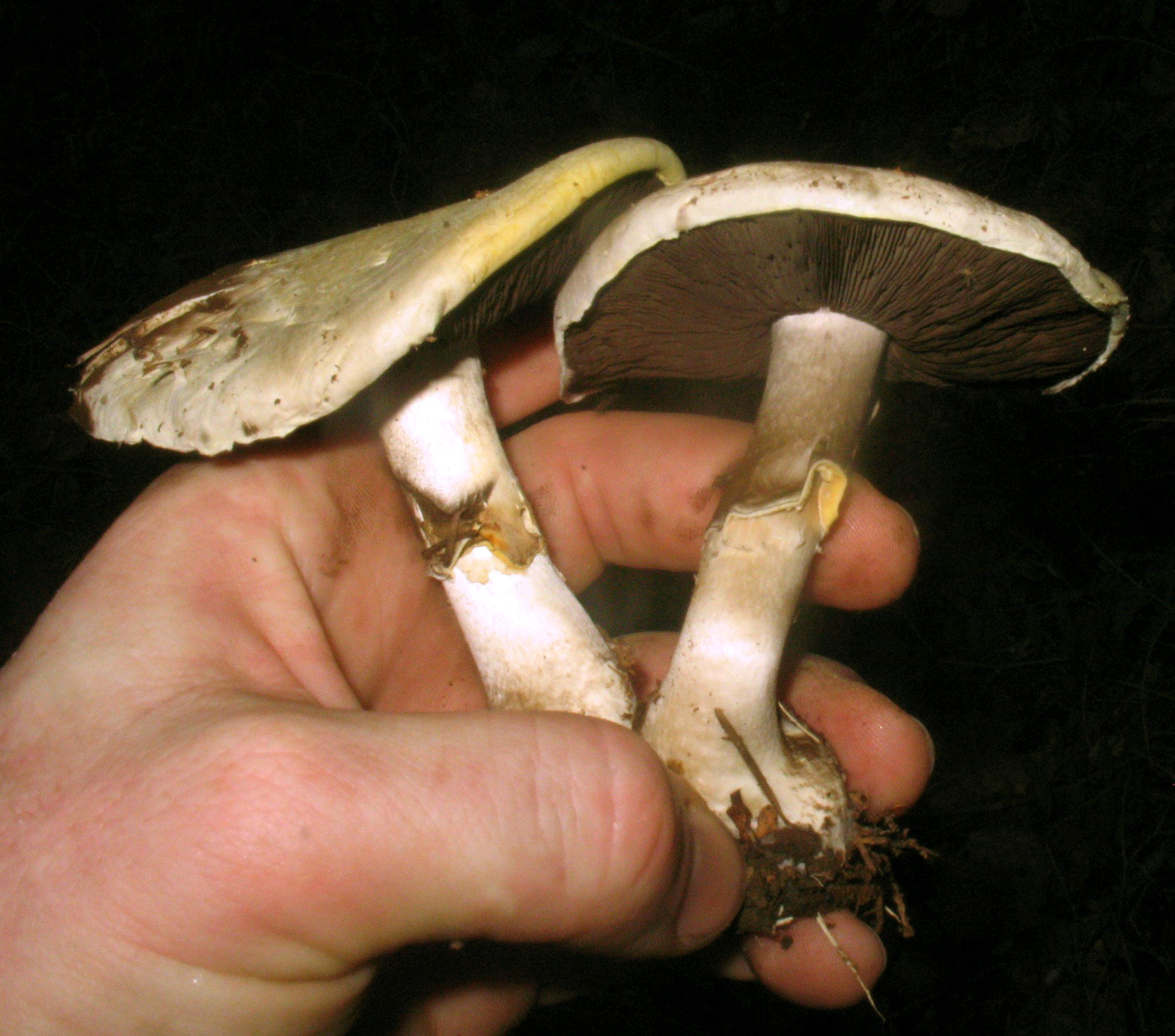
Agaricus albolutescens
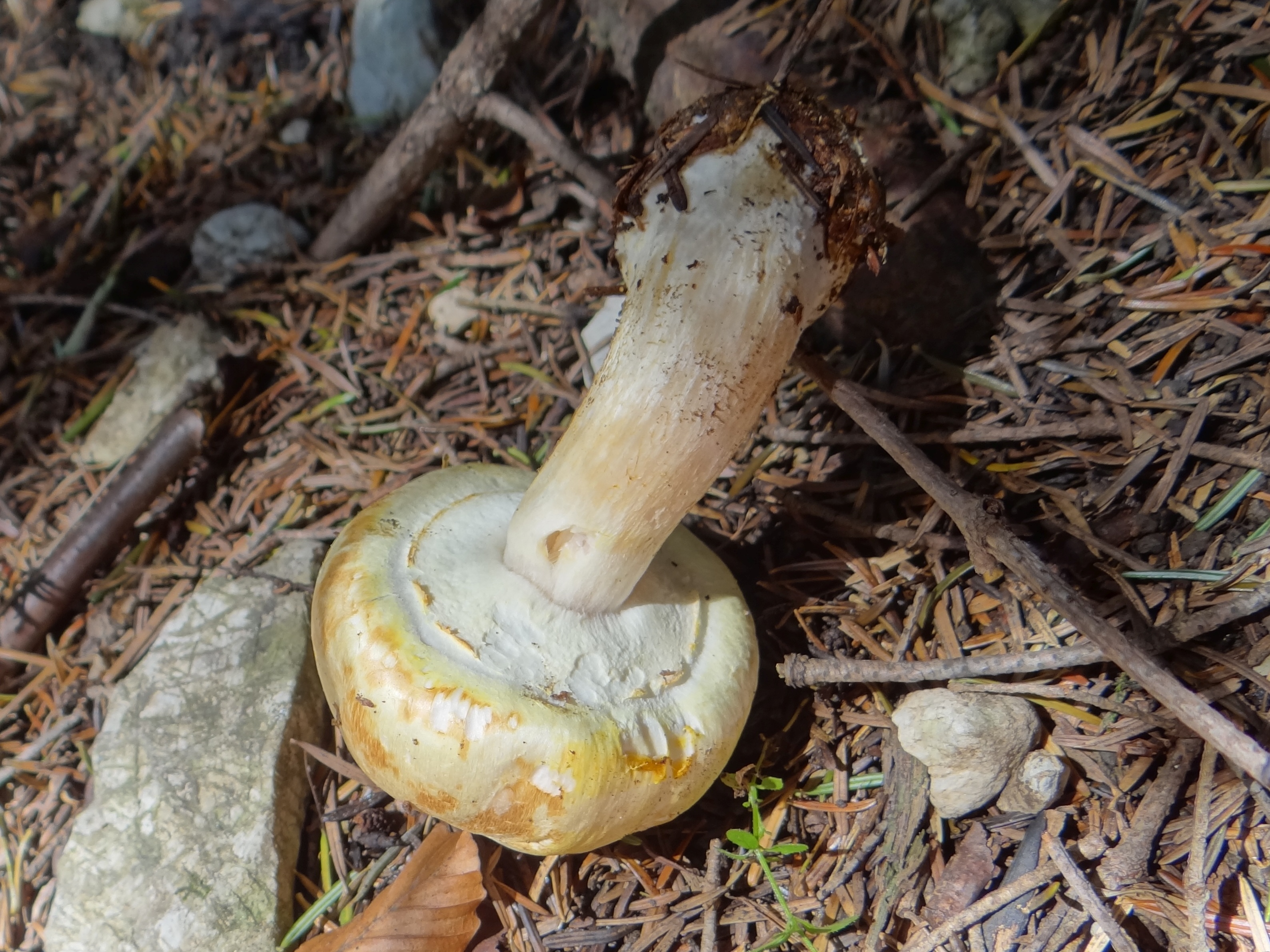
Agaricus arvensis
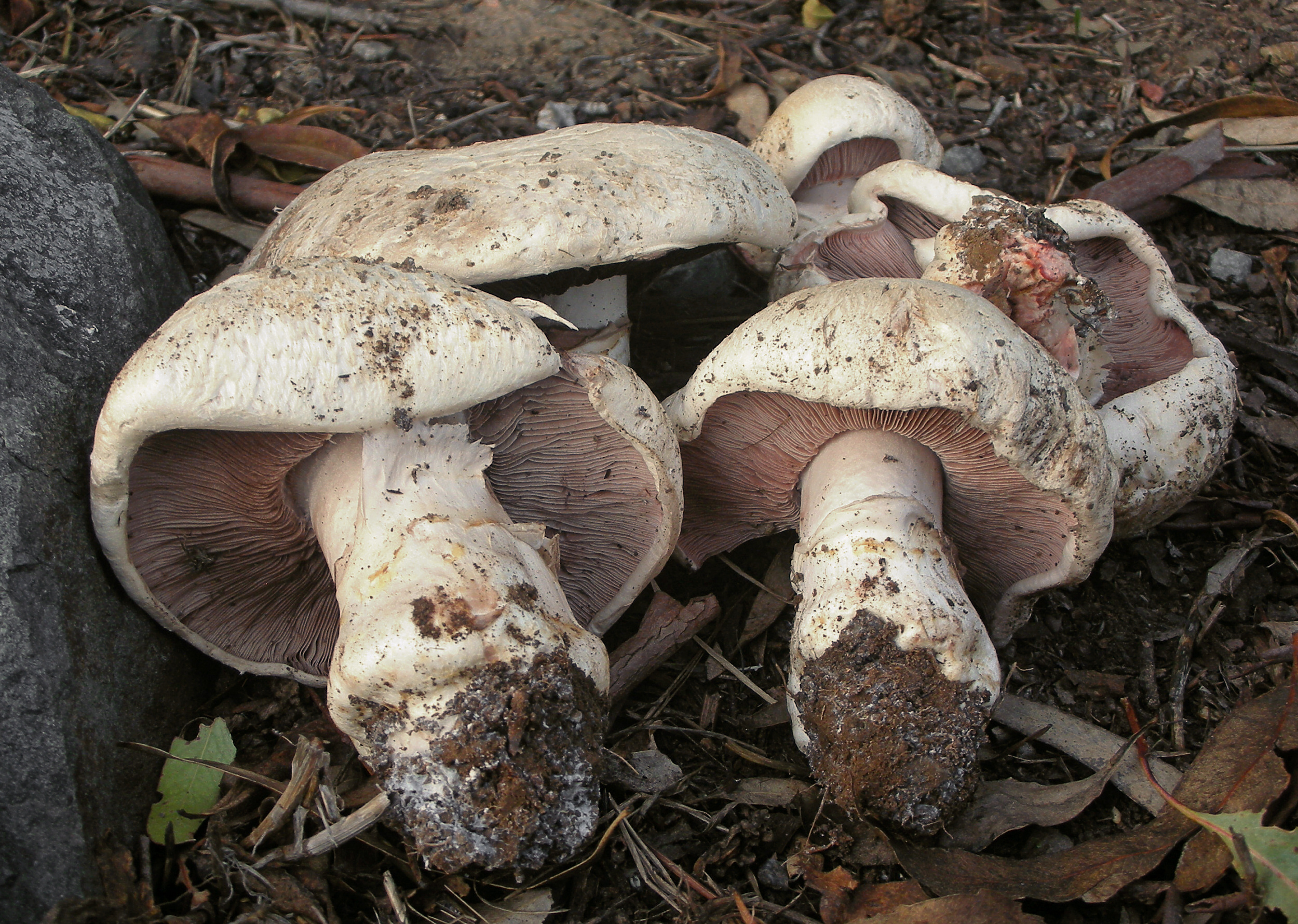
!Agaricus bernardii!
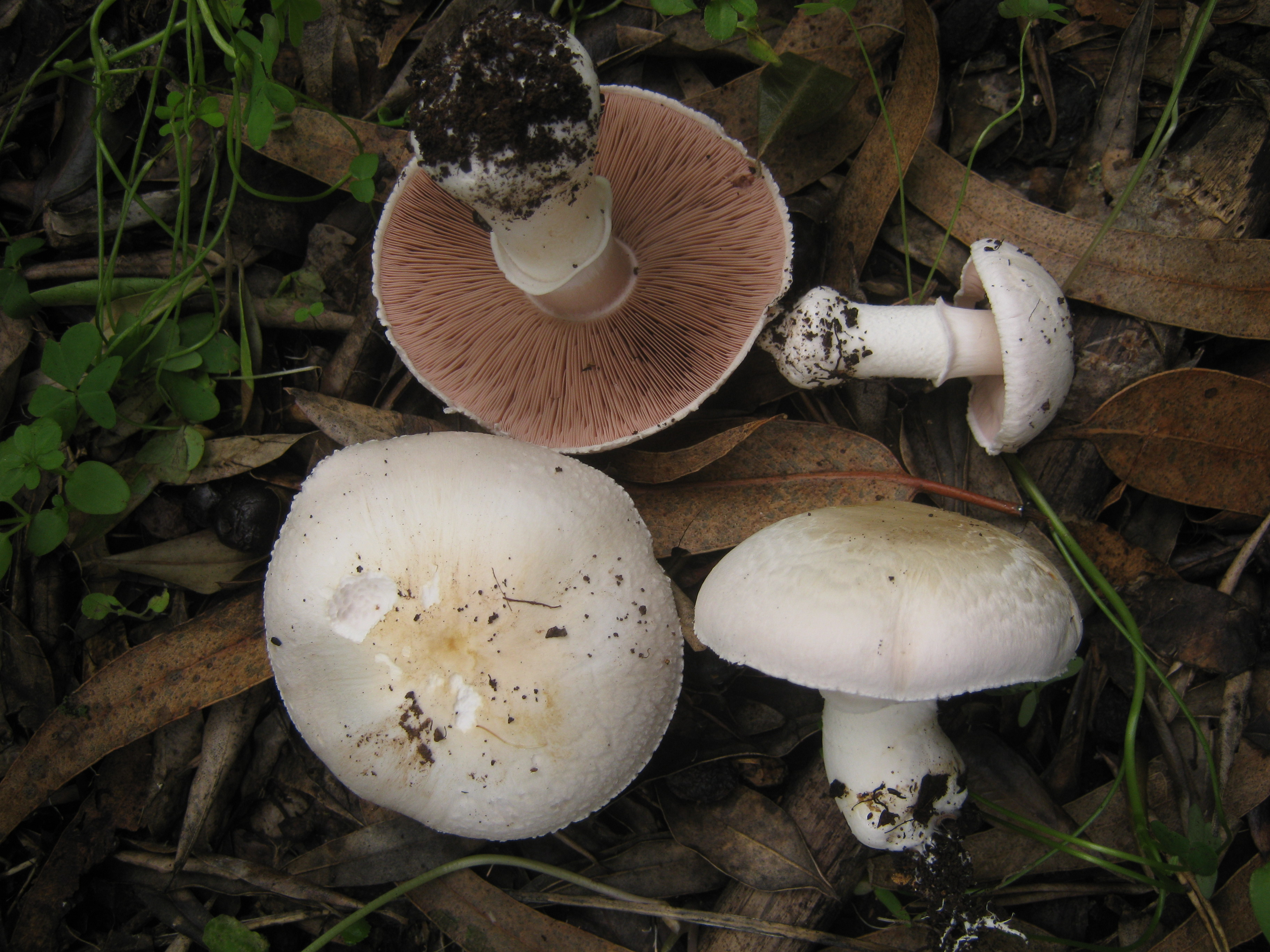
!!Agaricus bresadolanus!!

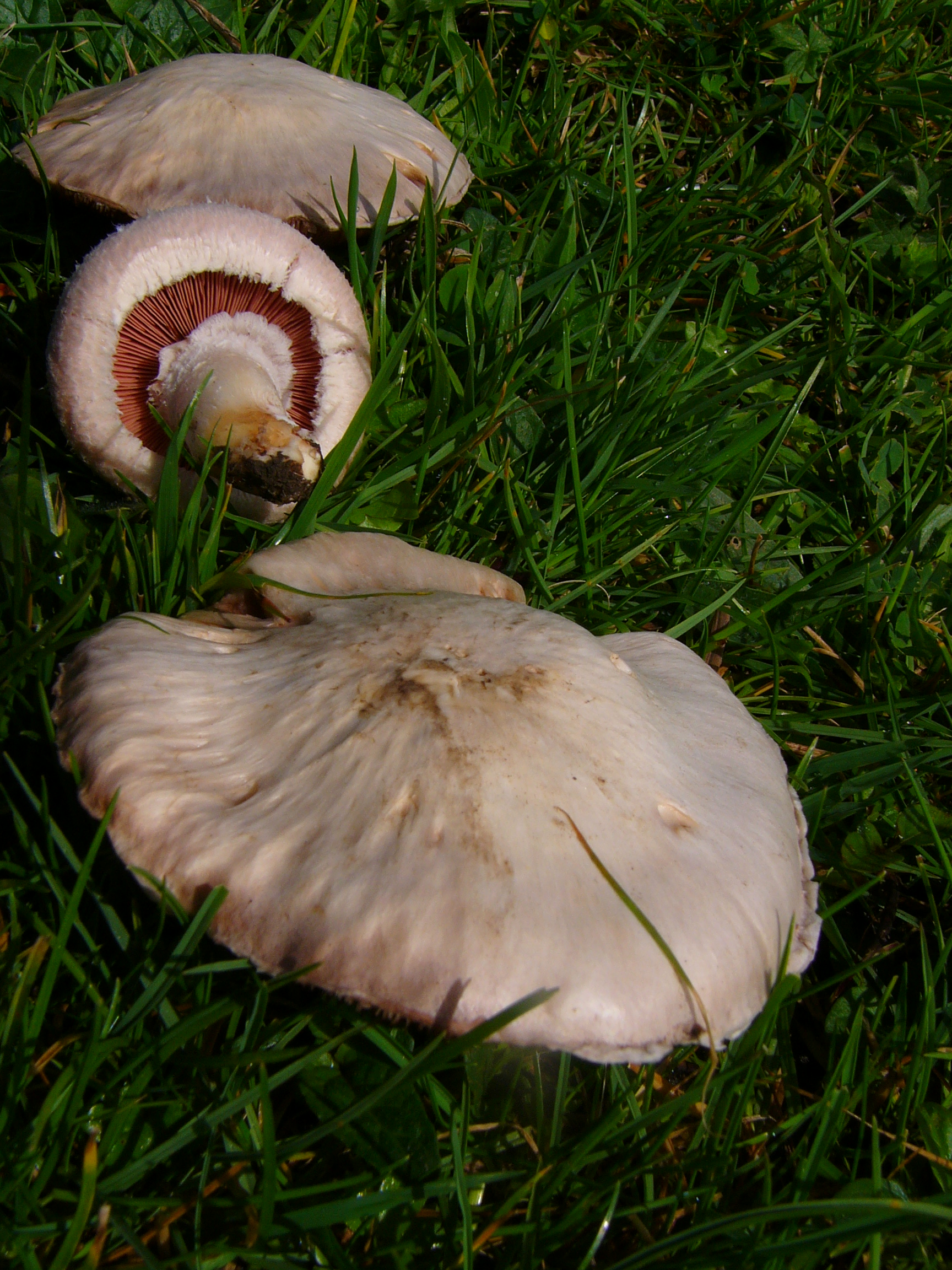
Agaricus campestris
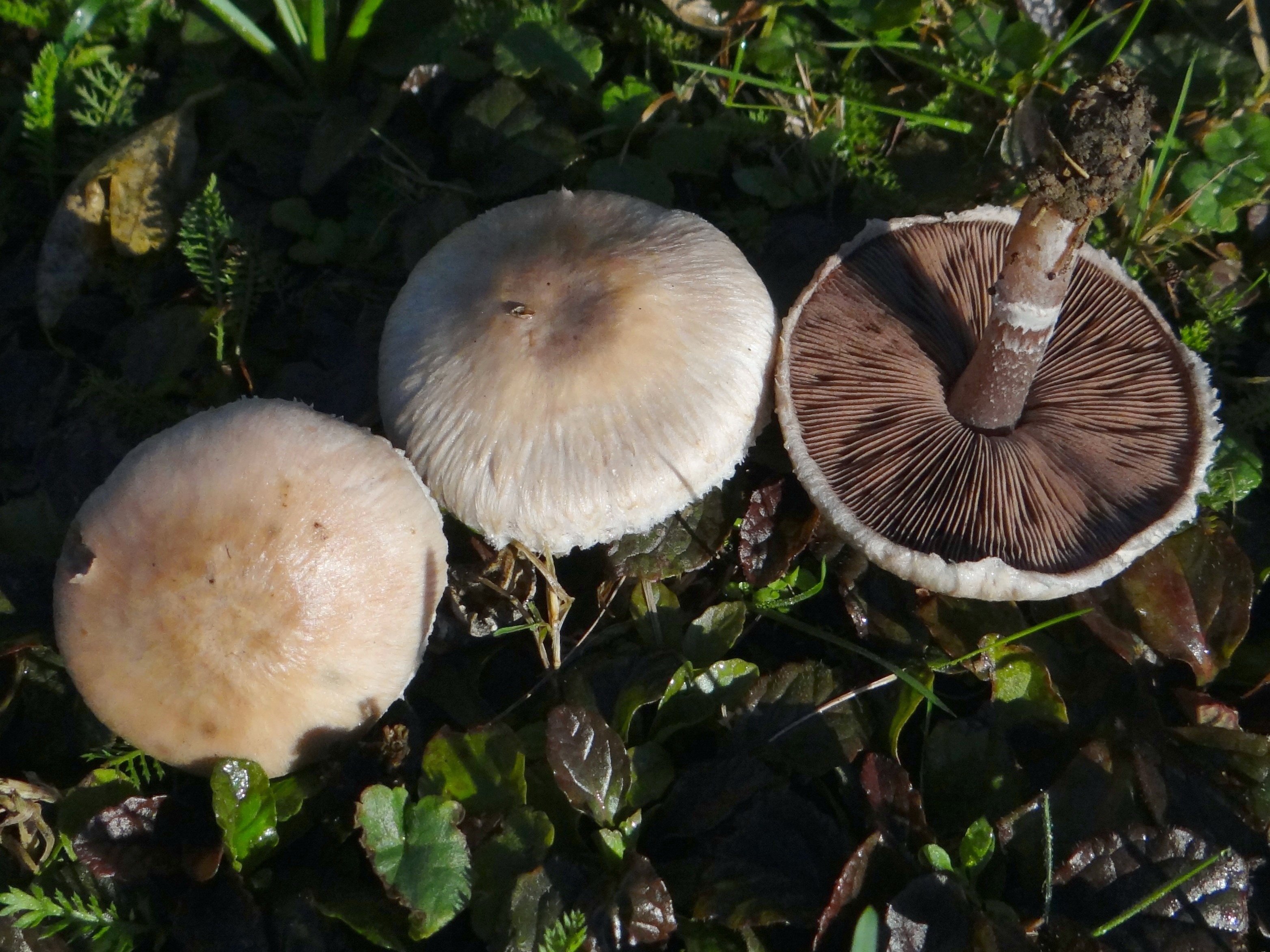
Agaricus comtulus
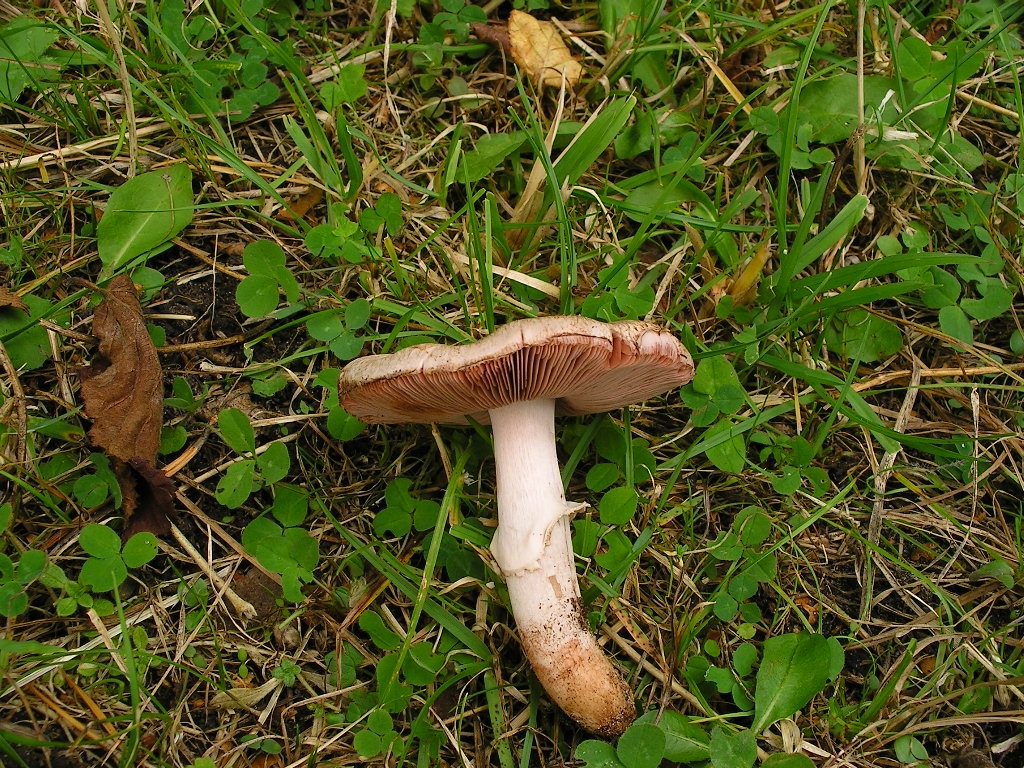
Agaricus langei sin. Agaricus mediofuscus
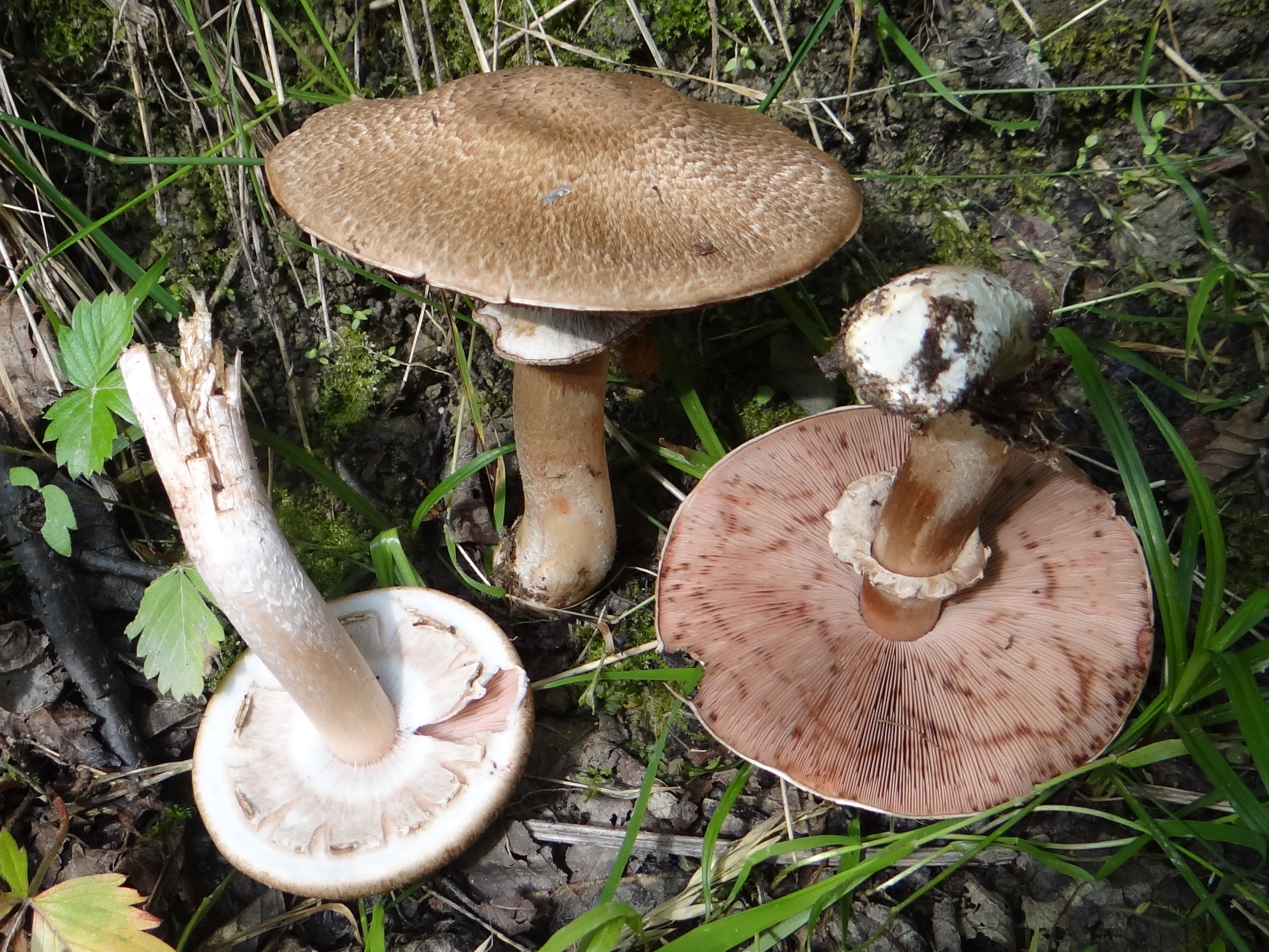
Agaricus silvaticus

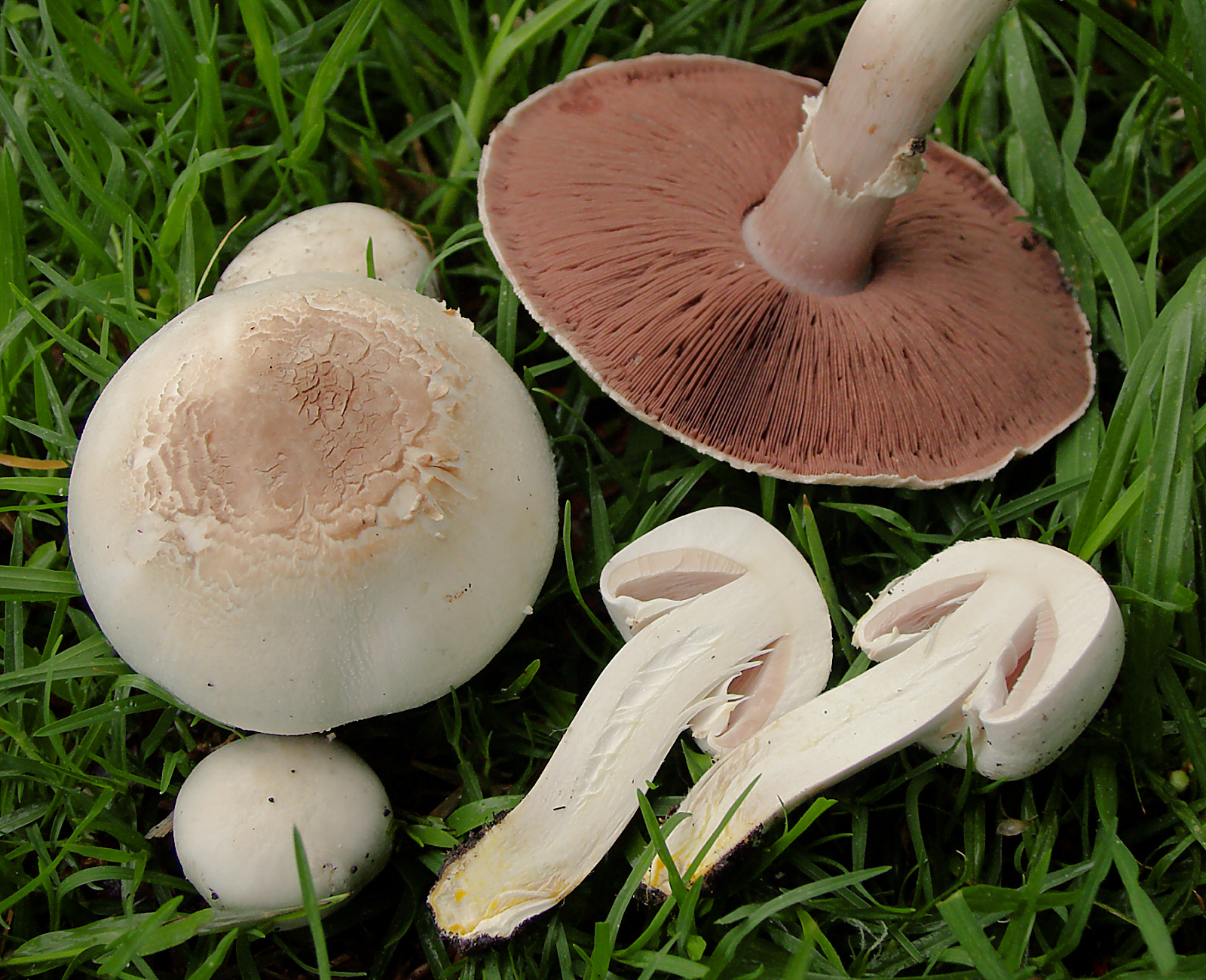
!!Agaricus xanthodermus!!
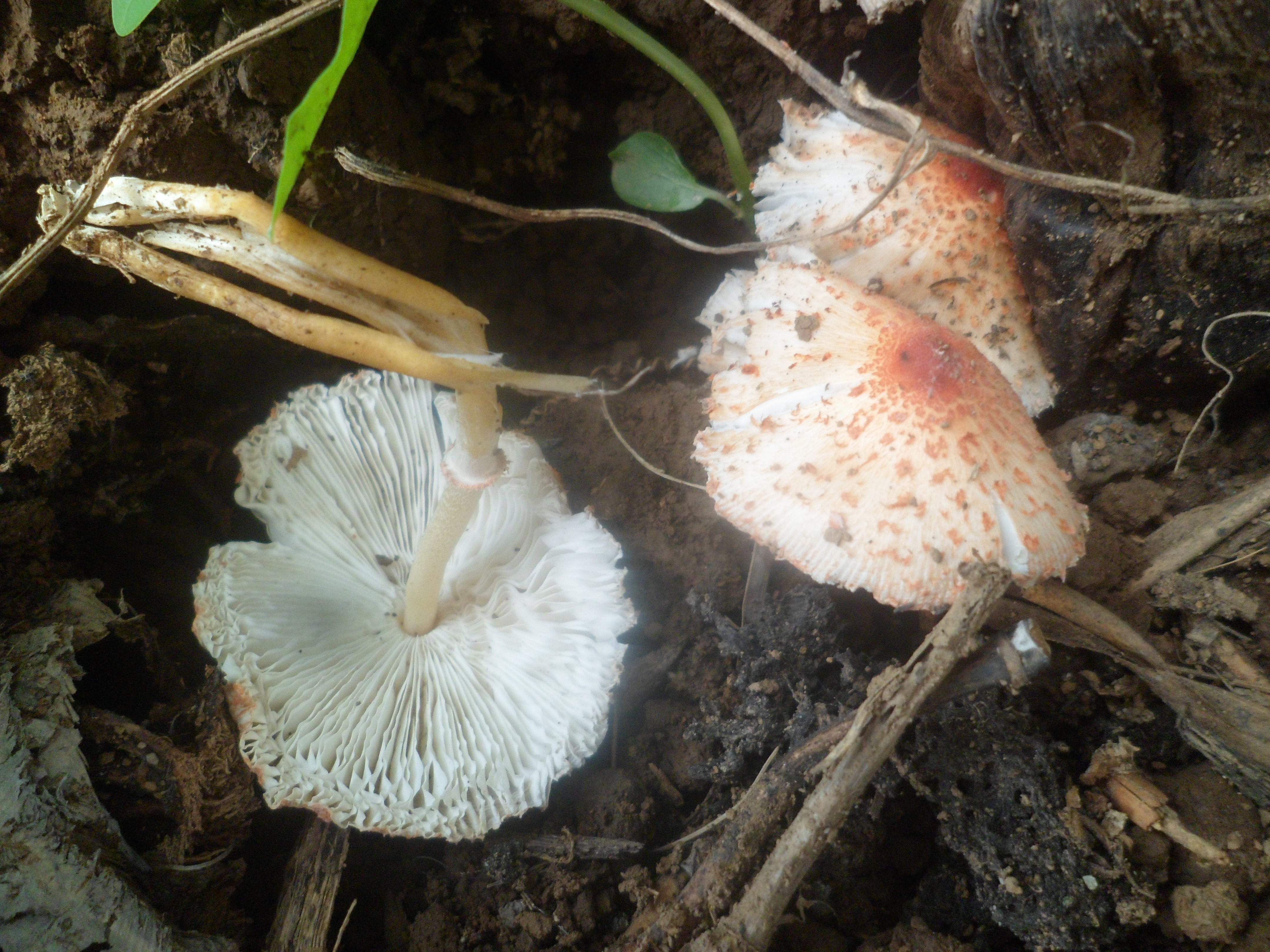
!!Lepiota cristata!!
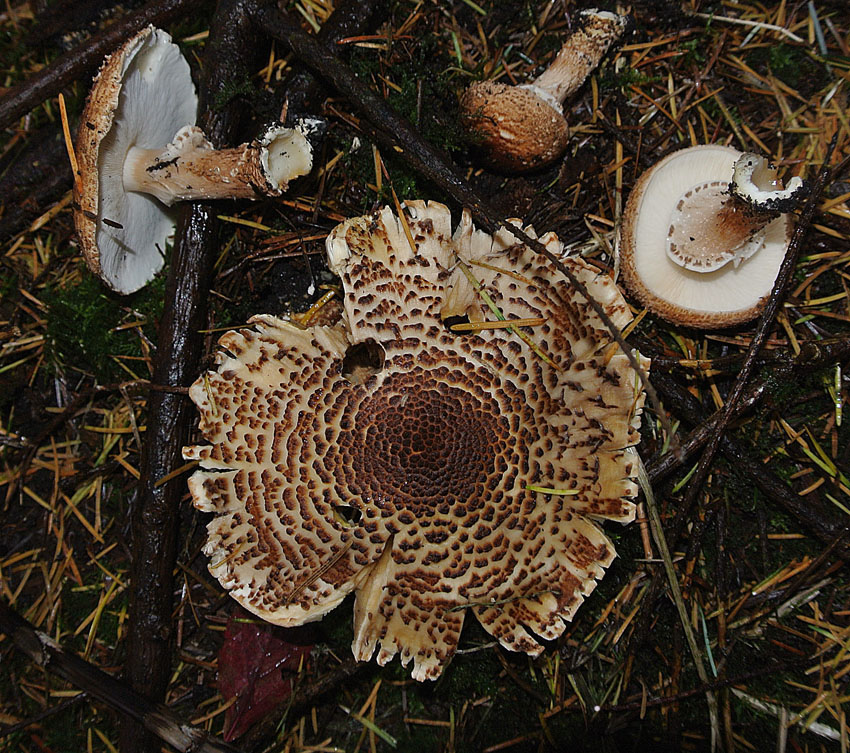
!!Lepiota felina!!
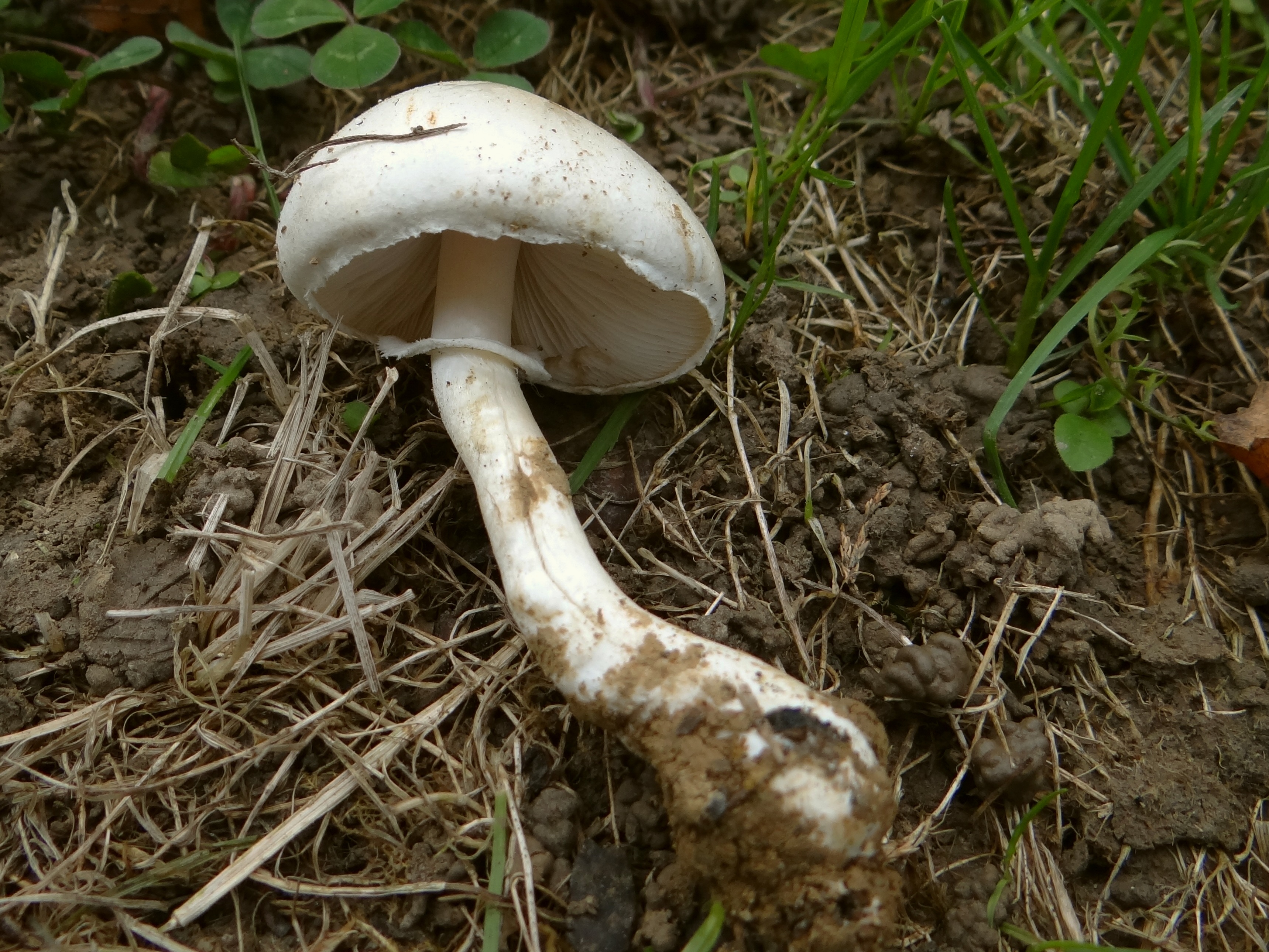
Leucoagaricus leucothites

## Valorificare
Specia este destul de periculos otrăvitoare, conținând diverși compuși chimici (ca de exemplu fenol și hidrazină) care irită membranele mucoase și provoacă un sindrom gastrointestinal ușor până grav. Chiar decese sunt posibile, dar extrem de rare și de fapt legate de o reacție alergică suplimentară. 
Primele simptome au uneori o latență de una până la șase ore după consum, adesea însă apar de abia după 20 de ore și nu a fost raportat niciun sindrom gastrointestinal precoce. Simptomele încep cu transpirații și dureri abdominale, urmate de vărsături și diaree, amețeli, tulburări de vedere precum probleme circulatorii. Nu rar apar, de asemenea, crampe musculare prin dereglarea echilibrului acido-bazal în sânge, prin creșterea metaboliților acizi și deshidratare datorit pierderii de apă ca consecința vărsăturilor și diareilor.
La suspect trebuie dat 20-40 g de cărbune medicinal (la copii 1 g pe kg de greutate corporală), un surogat în lichid și electroliți și, la nevoie, infuziuni sau chiar stimulanții. În orice caz, bolnavii trebuie să fie consultați de un medic care în continuare decide și necesitatea internării la un spital.
Mai este de menționat: deși aproape toți cei afectați în studia a DGfM-ului (Asociația Germană pentru Micologie) au comunicat că ciupercile au mirosit urât sau de cerneală în timpul fierberii, ei totuși le-au consumat!